# Stanisław Franciszek Łukasiewicz
Stanisław Franciszek Łukasiewicz (ur. 2 lutego 1904 w Grabówce, zm. w październiku 1957 w Warszawie) – inżynier, architekt, autor książek o tematyce architektonicznej. 

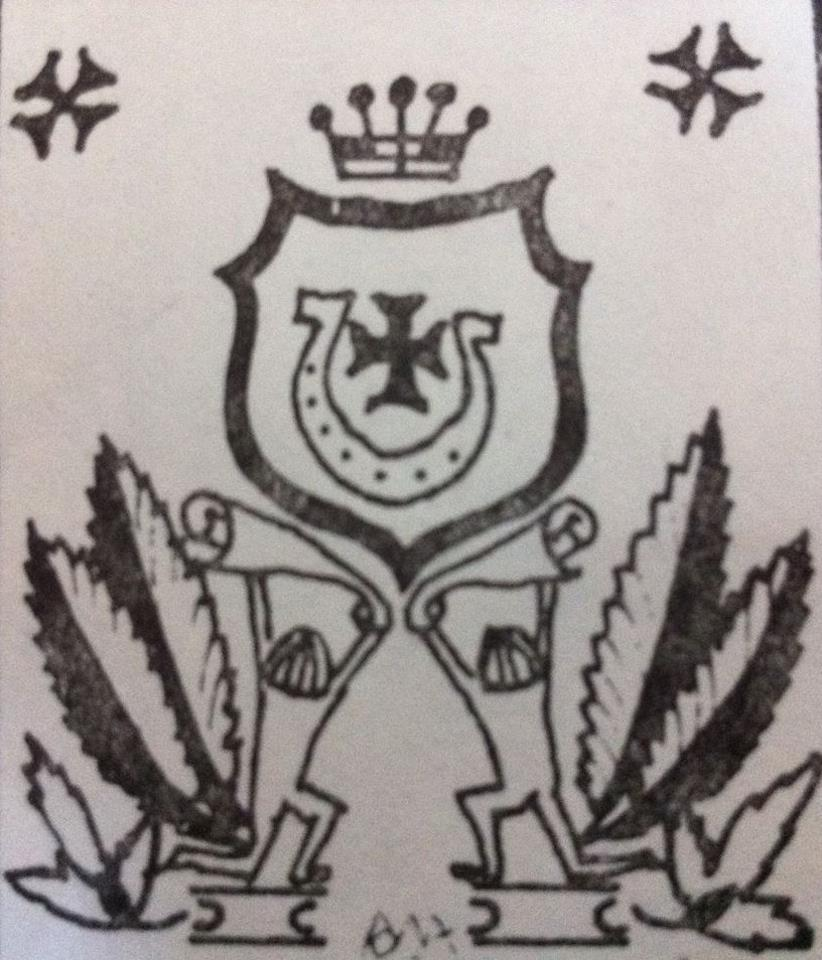
Jastrzębiec (herb szlachecki)

## Życiorys
Urodził się w 1904 roku w rodzinnym majątku we wsi Grabówka (gmina Annopol). Syn Franciszka Ksawerego Łukasiewicza - ginekologa oraz Marii z d. Przegalińskiej. Skończył studia na Wydziale Architektury Politechniki Warszawskiej. Żonaty z Natalią z Zawidzkich. Miał z nią dwóch synów: Stanisława Andrzeja, dr hab. profesora Politechniki Warszawskiej i Uniwersytetu w Calgary oraz Krzysztofa - architekta, który mieszkał i pracował przez wiele lat w Paryżu, zmarłego w 1999 roku. 
Był uczniem Stanisława Noakowskiego. Pracę zawodową rozpoczął w Lublinie. Jego pierwszym sukcesem było wygranie konkursu architektonicznego na projekt gmachu Szkoły Budownictwa w Lublinie przy ulicy Długosza, którą wybudował i w której następnie wykładał. 5 sierpnia 1931 roku otrzymał nominacje na stanowisko dyrektora tej szkoły. W roku 1934 wygrał konkurs na projekt i budowę Muzeum Lubelskiego przy ulicy Narutowicza 4. Budowę ukończono w czerwcu 1939 roku. Obecnie znajduje się tam siedziba Wojewódzkiej Biblioteki Publicznej im. Łopacińskiego. Brał udział w kampanii wrześniowej 1939 roku w randze oficera saperów. Po zamknięciu przez okupanta wszystkich średnich szkół w Lublinie zabiegał o uruchomienie Szkoły Budownictwa. Dzięki jego staraniom otwarto ją jako szkołę prywatną. Mieściła się w budynku przy ul. Radziwiłłowskiej 3. W związku z prowadzonym w szkole tajnym nauczaniem ogólnym Łukasiewicz został aresztowany przez gestapo. Wraz z żoną zostali uwięzieni na Zamku Lubelskim. Dzięki złożeniu okupu przez przyjaciela zostali wypuszczeni z więzienia. Łukasiewicz kontynuował działalność konspiracyjną w szkole do czasu, gdy się dowiedział o niebezpieczeństwie ponownego aresztowania. Do końca okupacji ukrywał się, stale zmieniając miejsce pobytu, W tym okresie współpracował z Armią Krajową. 1 września 1944 roku wrócił na stanowisko dyrektora Szkoły Budownictwa, po czym otrzymał propozycję pracy w Ministerstwie Oświaty na stanowisku Dyrektora Szkolnictwa Zawodowego. 
Po krótkim czasie zrezygnował zorientowawszy się w istocie działania komunistycznych władz w Polsce. W 1945 roku w Warszawie podjął pracę w Biurze Odbudowy Stolicy. Następnie pracował w różnych biurach projektowych. Był szykanowany za przekonania polityczne, co było bezpośrednią przyczyną jego przedwczesnej śmierci w roku 1957. Spoczywa na cmentarzu Powązkowskim w Warszawie kw. 101-5-18.
W 2005 roku Stowarzyszenie Absolwentów Państwowych Szkół Budownictwa i Geodezji w Lublinie wysunęło kandydaturę Stanisława Łukasiewicza na patrona szkoły.

## Projekty
Zaprojektował i zrealizował wiele obiektów mieszkalnych i użyteczności publicznej, między innymi: szkołę podstawową, obecnie XXXVII Liceum Ogólnokształcące im. Jarosława Dąbrowskiego, przy al. Lotników i w rejonie MDM. Prowadził też odbudowę Kościoła Św. Aleksandra na placu Trzech Krzyży. 

## Publikacje
Jest autorem kilkunastu publikacji z dziedziny projektowania i programowania szkół podstawowych i średnich, internatów i biur. Opracował również zasady projektowania obiektów specjalnych dla młodzieży upośledzonej wydanych przez BOS i GUP w latach 1945–1950.
- Architektura Szkół, wyd. Budownictwo i Architektura, Warszawa 1954
- Higiena Szkół – Budynki i tereny szkolne, praca zbiorowa (obszerna część autorstwa S. Łukasiewicza) pod red. Marcina Kacprzaka, Warszawa 1958